# Квинт Аврелий Симах
Квинт Аврелий Симах (на латински: Quintus Aurelius Symmachus; * 340 или 342 г.; † 402/403 г.) e нехристиянски сенатор, консул и градски префект в късната Римска империя. Той е известен латински оратор и е сравняван с Цицерон.
Симах е от gens Аврелии – Симахи. Той е син на Луций Аврелий Авианий Симах, който е от 364 – 65 градски префект на Рим и избран за консул за 377 г.
През 371 г. се жени за Рустициана и има с нея син Квинт Фабий Мемий Симах, претор през 401 г. През 393 г. дъщеря му Гала се омъжва за Никомах Флавиан Младши.
Той става управител на провинция Африка през 373 г., урбан префект на Рим през 384 и 385 г. и консул през 391 г.